# Auf's Korn
Auf's Korn (På kornet), op. 478, är en marsch av Johann Strauss den yngre. Den spelades första gången den 28 juni 1898 i nöjesparken Pratern i Wien. Marschen var den sista av totalt nio körverk som Johann Strauss komponerade speciellt för manskören Wiener Männergesang-Verein; 6 valser, 2 polkor och en marsch.

## Historia
Sommaren 1898 i Wien gick i firandets tecken: kejsare Frans Josef I:s hade suttit 50 år på tronen och alla årets fester var förknippade med jubileet. En stor skyttefestival anordnades i Pratern och drog publik från hela Österrike. Bland alla nöjen som anordnades för skyttarna återfanns en festkonsert i den stora Skyttehallen (Schützenhalle) den 28 juni 1898. Inför flera tusen åhörare framträdde Wiener Männergesang-Verein, under ledning av kormästaren Eduard Kremser, tillsammans med "Wiener Radfahrkapelle" (Wiens Cykelkapell). Texten till Strauss Auf's Korn var skriven av Vinzenz Chiavacci och var i två delar: den första prisade skyttarnas entusiasm medan den andra ärade staden Wien och dess kejsare, och slutade med de berömda orden ur landets nationalsång: Gott erhalte Franz den Kaiser.
Den nya marschen möttes av spontana applåder och fick tas om. Reportern från tidningen Neue Freie Presse (29 juni 1898) skrev: "Kvällen bjöd på endast ett nytt stycke: en marsch, 'Auf's Korn!', som Johann Strauss hade tillägnat Centralkommittén [för festivalen]. Vad Strauss än skriver, när han skriver i wienerstil, blir känt i hela världen; så var även hans nyaste opus ett stycke äkta Strauss, och den gjorde stor lycka. En stormande hyllning tillägnades kompositören [som vid tillfället befann sig i Bad Ischl] och textförfattaren Chiavacci, som vet att åstadkomma genial wienermusik som ingen annan". I november samma år framfördes en något förändrad version i Musikverein. Då hette marschen Kaiser-Franz-Joseph-Jubiläums-Marsch (utan opusnummer).
Trots det lyckosamma framförandet sjöng inte Wiener Männergesang-Verein marschen igen förrän 1927 och efter det dröjde det ända till 1975.

## Om marschen
Speltiden är ca 2 minuter och 18 sekunder plus minus några sekunder beroende på dirigentens musikaliska tolkning.

## Weblänkar
- Auf’s Korn i Naxos-utgåvan.